# Liste der Bodendenkmale in Schönhausen (Elbe)
In der Liste der Bodendenkmale in Schönhausen (Elbe) sind alle Bodendenkmale der Gemeinde Schönhausen (Elbe) und ihrer Ortsteile aufgelistet. Grundlage ist die Veröffentlichung der Landesdenkmalliste mit Stand vom 25. Februar 2016. Die Baudenkmale sind in der Liste der Kulturdenkmale in Schönhausen (Elbe) aufgeführt.
| Denkmal-ID | Fundart            | Ortsteil    | Bezeichnung                                            | Zeitstellung | Lage                                                                                            | Bemerkungen | Bild |
| ---------- | ------------------ | ----------- | ------------------------------------------------------ | ------------ | ----------------------------------------------------------------------------------------------- | --- | ---- |
| 428310144  | Befestigung > Burg | Hohengöhren | Burghügel, Niederungsburg                              | Mittelalter  | südl. vom Hohengöhrener Damm (Niederung), „Räuberberg“ mit Grabenresten (Lage)                  | Seit 1. März 1960 unter Schutz. Ca. 40 × 40 m großer Hügel, Höhe ca. 1,50 m, in der Nähe eines Wassergrabens. Um den Hügel erkennt man z. T. noch einen flachen Graben (ca. 3 m breit).                                      |      |
| 428310311  | Befestigung        | Schönhausen | Befestigung (Burghügel?)/Grabhügel? – kein OBD         | Mittelalter  | östl. des Ortes („Geseberg“) ()                                                                 | Falls OBD, dann wohl eher Burganlage. Eingezäunt, gehört wohl zu einem Sportplatz-Gelände. |      |
| 428310308  | Befestigung        | Schönhausen | Befestigung(Schloss), überbaute Burganlage? – kein OBD | Mittelalter  | im Ort (wohl alter Ortskern), „Kirchberg“/„Kirchhügel“ (Lage)                                   | Überbaut mit spätromanischer Backsteinkirche (Weihe: 1212). Deutliche Anhöhe mit Kirche und Schloss-Nebengebäuden. |      |
| 428310310  | Befestigung        | Schönhausen | Befestigte Siedlung? – Kein OBD                        | undatiert    | südl. des Ortes im Wald („Wallberge“) ()                                                        | In der Nähe Fdpl. 1 (Urnen, späte Römische Kaiserzeit), evtl. auch Eisenzeit. Sehr großer markanter bis zu 4 m hoher Hügel mit mehreren kleineren Eingrabungen (Trichtern) und einer größeren Senke; Graben nicht erkennbar. |      |
| 428310143  | Befestigung > Burg | Schönhausen | Burganlage, wohl eingeebnet                            | Mittelalter  | ca. 2 km nordwestl. vom Ort, alte Schäferei „Burgstall“ (Niederungsburg). „Burgstallake“ (Lage) | Wohl keine Reste mehr vorhanden. |      |
| 428310309  | Befestigung        | Schönhausen | Befestigung?/ Befestigte (?) Siedlung – kein OBD       | undatiert    | Talsandsiedlung südöstlich des Ortes („Tannenberg“) ()                                          | Details nicht erkennbar. |      |